# وایس کیرشن
وایس کیرشن (به آلمانی: Weiskirchen) یک شهر در آلمان است که در زارلاند واقع شده‌است.

## خصوصیات
وایس کیرشن ۳۳٫۶۴ کیلومترمربع مساحت دارد ۳۰۰–۷۰۰ متر بالاتر از سطح دریا واقع شده‌است.